# Archilaphria jianfenglingensis
Archilaphria jianfenglingensis är en tvåvingeart som beskrevs av Jiang 1992. Archilaphria jianfenglingensis ingår i släktet Archilaphria och familjen rovflugor.
Artens utbredningsområde är Guangdong (Kina). Inga underarter finns listade i Catalogue of Life.